# Olivia Bloomfield
Olivia Caroline Bloomfield, baronne Bloomfield de Hinton Waldrist (née le 30 juin 1960) est une pair britannique à vie et membre de la Chambre des lords.

## Éducation
Elle fait ses études au United World College of the Atlantic et étudie la philosophie, la politique et l'économie (PPE) au St Hugh's College d'Oxford.

## Carrière
Bloomfield est gouverneur du Cheltenham Ladies' College de 2003 à 2009. Elle travaille pour Bank of America, puis en tant que chasseuse de têtes pour une société connue sous le nom de Russell Reynolds Associates. Elle travaille pour le parti conservateur au siège de la campagne conservatrice de 2007 à 2010, auprès de Michael Spencer, le trésorier conservateur de 2007 à 2010. Son rôle était varié, mais elle est principalement embauchée pour aider à collecter des fonds pour les élections générales de 2010, ce qui implique également de faire face au déficit de 8,5 millions de livres sterling du parti.
Bloomfield occupe un poste de magistrat. Elle est également présidente du Pump House Project, un centre d'arts et de parkour dans sa ville natale de Faringdon,. Elle est également, pendant un temps, associée de l'Atlantic Superconnection Corporation, un fonds qui envisage de construire un câble électrique entre l'Islande et le Royaume-Uni,.
Elle est nommée pair à vie dans le cadre des honneurs de démission de David Cameron et est créée baronne Bloomfield de Hinton Waldrist, de Hinton Waldrist dans le comté d'Oxfordshire, le 5 septembre 2016.